# Herb Montegiardino

Herb Montegiardino

Herb grodu Montegiardino (Castello di Montegiardino) – przedstawia na tarczy kroju francuskiego w polu błękitnym złote trójwzgórze. Ze środkowego wyższego wzgórza wyrastają trzy ułożone w wachlarz róże o czerwonych płatkach o złotych środkach .
Herb znany od 1894. W obecnej wersji przyjęty został (wraz z flagą) 28 marca 1997 .